# Шляховое (Великобурлукский район)
Шляховое (укр. Шляхове) — село,
Шипуватский сельский совет,
Великобурлукский район,
Харьковская область, Украина.
Код КОАТУУ — 6321486007. Население по переписи 2001 г. составляло 0 человек.
Село снято с учёта в 2013 году.

## Географическое положение
Село Шляховое находится в 2-х км от реки Нижняя Двуречная, на расстоянии в 2 км от села Рогозянка и посёлка Шиповатое.
К селу примыкает небольшой лесной массив (дуб), через село протекает пересыхающий ручей на котором сделана небольшая запруда.

## Происхождение названия
Украинское шлях — путь.

## История
- 1650 — дата основания.
- Июнь 2013 года — Харьковский облсовет принял решение о снятии с учёта села Шляхового и направил в Верховную Раду Украины соответствующее ходатайство.[2]